# 中國山地
中國山地（日语：／ Chūgoku sanchi */?）是日本中國地方的脊樑山地。中國地方最高峰大山、蒜山、三瓶山等山，是中國山地北方的獨立火山，與其他中國山地山岳的生成過程不同，不過國土地理院依然將其列為中國山地中部。
山地東西狹長，東起市川、圓山川（皆位在兵庫縣）附近，西至響灘海岸（山口縣西岸），長約500公里。除冰之山（標高1,510公尺）以外，高山的標高皆約在1,300～1,000公尺之間，其他山岳標高則大略在約500～200公尺左右。整體上多屬於易於風化的花崗岩，受到侵蝕作用形成多個小起伏準平原地形。平地僅在津山盆地與三次盆地等少數區域。
雖然也稱作中國山脈，但不符合地質學上山脈的定義。
中國山地也是中國地方氣候的分界，北側為日本海側氣候，南側屬瀨戶內海式氣候。

## 地勢
中國山地的脊樑部大致上沿鳥取、岡山縣境和島根、廣島縣境延伸，北側稱山陰地方、南側名山陽地方（兵庫西北部（但馬地方）是山陰地方、兵庫西南部（播磨地方）是山陽地方）。高山集中在脊樑部，主要山岳有扇之山（1,310公尺）、冰之山（1,510公尺）、那岐山（1,240公尺）、道後山（1,268公尺）、比婆山（1,264公尺）、恐羅漢山（1,346公尺）、安藏寺山（1,263公尺）、冠山（1,339公尺）、寂地山（1,337公尺）等。脊樑部北側是冬季多雪的日本海側氣候，脊樑部南側是全年溫暖少雨的瀨戶內海式氣候。
脊樑的南北兩側是400公尺左右的高原地形，以島根縣西部的石見高原和岡山縣至廣島縣東部的吉備高原為代表。高原地帶被大小河流侵蝕，缺乏平地。主要的平地僅在津山盆地與三次盆地，以及其他小型盆地。
發源自中國山地的最大河川是注入北方日本海的江之川，也是唯一一條穿越脊樑部的主要河川，其流域涵蓋了脊梁南部。江之川源頭流域是平坦的準平原地形，可見與瀨戶內海側河川之間的河川襲奪痕跡。其他主要河川有千代川、日野川、斐伊川、高津川、阿武川、吉井川、旭川、高梁川、沼田川、太田川、錦川、千種川、揖保川、矢田川、圓山川、市川等。

中国山地地形图

## 生態系
植被以暖帶林（青剛櫟、錐栗、樟樹）為主，標高1,000公尺以上山岳則有溫帶林（櫟、山毛欅、楓樹）分布。
中國山地的主要哺乳類有狐、狸、野豬、日本獼猴、亞洲黑熊等。其中，亞洲黑熊因為主食果實不足、棲息地破碎與縮小、人類的壓力等，需要進行保護。
特色的兩棲類是大山椒魚（鳥取縣、兵庫縣、廣島縣、岡山縣）。

## 地質
中生代以前，日本列島所在的地方還是一片海洋。中國山地是在新生代中新世日本海擴大誕生日本列島原型後，於後期中新世至上新世才隆起形成。
古生代石炭紀（約3億6千萬～約2億8千萬年前），亞洲大陸的東緣形成增生楔組成的「秋吉帶」。秋吉帶受到地殼深處低溫高壓的變質作用後，於古生代末期～中生代初期的「秋吉造山運動」中隆起形成陸地。秋吉帶經歷變質作用後形成的變質帶稱作「三郡周防變成帶」（日语：／），大略分布在現在的北九州地方〜山陰地方。
秋吉造山運動中隆起的陸地之後下沉再次成為海底，但在約一億年前的中生代後期白堊紀，亞洲大陸東緣岩漿上昇帶動造山運動，再次形成陸地，稱作「佐川造山運動」。約8千萬年前左右，火山活動更為激烈，形成多座破火山口，火山碎屑流堆積物大量覆蓋在現在的中國山地。此外，在侏羅紀形成的增生楔在深入地底以前，受到上升的岩漿影響，發生高溫低壓的變質作用，形成現在瀨戶內海沿岸的「領家變成帶」（日语：／）。
佐川造山運動期間，上昇的岩漿在冷卻後形成現在中國山地常見的花崗岩。中國山地的花崗岩大致可分為山陰花崗岩、山陽花崗岩、領家花崗岩。其中，山陰花崗岩含有磁鐵礦，其風化後形成的鐵砂促成當地吹踏鞴的盛行。
花崗岩易受風化、侵蝕作用影響。因此，白堊紀以後的大陸東緣帶在侵蝕作用下，於新生代第三紀形成準平原。
中國山地可見階梯狀的大地形分布。道後山周邊是標高1,200公尺左右的準平原地形，稱作「道後山面」。其西側是標高800～400公尺左右的石見高原，南側是一樣標高在800～400公尺左右的吉備高原，皆是起伏較小的準平原地形，稱為「吉備高原面」。三者都是中新世中葉（約1600萬年前左右）所形成的近海平面平原。1600萬年前左右，溫暖海水曾一度侵入並沉積於吉備高原面上與道後山面。道後山面因之後的地勢抬升，現可於標高1000公尺左右的地層發現海洋沉積物。
後期中新世以後開始分段抬升，形成中國山地。中國山地整體上雖然都有抬升，但吉備高原南側的抬升作用較不顯著，反而受到侵蝕作用形成地勢起伏的「瀨戶內面」。因此中國山地可分為道後山面、吉備高原面、瀨戶內面三個階梯狀大地形。
花崗岩風化後的土壤「真砂土」是非常脆弱不安定的地層，容易發生山崩，因此中國山地設有許多砂防區域。另一方面，真砂土被河川沖刷至海岸，形成了鳥取砂丘與瀨戶內海的沙灘。

## 人文史
中國山地的人類活動可追溯至舊石器時代。廣島縣帝釋峽遺跡已挖掘出舊石器時代遺物。另外也有多座繩文時代遺跡。
彌生時代遺跡則包含了豎穴式住居遺跡、銅劍、銅鐸等祭祀器具、高地性集落遺跡。津山盆地及三次·庄原盆地則發現古墳時代的古墳，代表當時社會已有首長階級出現。古墳時代，大陸傳來製鐵技術，中國山地開始發展製鐵。
最初，中國山地製鐵的吹踏鞴技術是以鐵礦為原料。平安時代轉為鐵砂。吹踏鞴也是以中世中國山地為舞台的電影《魔法公主》的重要元素。
中國山地的吹踏鞴是將利用河水從砂石中篩出鐵砂。這項動作會將大量砂石帶入河中，被認為是米子平野與弓濱半島形成的原因之一。另外，製鐵需要的薪炭也帶動了森林採伐，成為現在比婆山周邊的「毛無山」等山名的由來。
平安時代開始的山岳佛教在中國山地的山陰側特別興盛，以投入堂聞名的三佛寺及大山山麓的大山寺為代表。
鎌倉時代，中國山地各地開發為莊園，移居此地擔任新補地頭的關東武士們則逐漸在地化，如安藝毛利氏。江戶時代，中國山地開發新田，開始水田耕作。不過此時中國山地的主要產業仍以製鐵為主，其次是活用高原地形的畜牧業。
太平洋戰爭結束後，日本急速發展，然而中國山地缺乏平地，交通不便，不利發展。高度經濟成長期開始，年輕人口大量移往山陽、京阪神、東京等都市地區，人口過疏化成為當地重大課題。20世紀末，中國山地成為日本人口過疏化、高齡化最嚴重的地區之一。21世紀，政府開始推動綠色旅遊等政策試圖活化地方發展。

## 交通

### 現狀
中國山地的交通以南北橫斷中國山地，連結山陰地方和山陽地方的陰陽連絡路最為重要。
中國山地的道路有國道53號（鳥取市-岡山市）、國道180號（米子市-倉敷市）、國道313號（倉吉市-福山市）、國道375號（大田市-吳市）、國道54號（松江市-廣島市）等，皆是陰陽連絡路。
高速道路有東西橫貫中國山地的中國自動車道、山陽自動車道。陰陽連絡路有中國橫斷自動車道（米子自動車道、岡山自動車道、濱田自動車道、播但連絡道路、鳥取自動車道、松江自動車道、尾道自動車道）。
中國山地的鐵道路線以陰陽連絡線為主，有播但線、因美線～津山線、智頭急行、伯備線、福塩線～三江線、藝備線～木次線、錦川鐵道、山口線。東西橫貫線僅有姬新線～藝備線，路線的重要性不如陰陽連絡線。

### 歷史
古時律令制曾制定美作驛路，是連結播磨與美作的驛路，但現存史料對於古代中國地方的交通狀況著墨不多。
江戶時代整備了出雲街道、銀山街道、尾道街道等連結山陰地方與山陽地方的陰陽連絡路。明治時代以後鋪設的鐵道也著重於陰陽連絡路。
昭和時期，中國地方迎來了第一條高速道路中國自動車道，是東西橫貫中國山地的路線。從此，中國山地的主要交通從陰陽連絡路轉為連結山陽主要都市與大阪、九州方向。

## 人口
《中國新聞》報導，中國山地161舊市町村（平成大合併前的區劃）的2015年住民基本台帳人口為86萬9935人。相較於1965年國勢調査的136萬288人，50年內減少了約49萬人口。
高度經濟成長期，各市町村出現了嚴重的人口外流。之後，人口外流趨於穩定，人口下降相對受到抑制。2000年左右以後，各市町村人口差距再次擴大，部分自治體開始透過鼓勵移住政策減緩人口下滑。
1965年至2015年間，不少舊市町村人口幾近砍半。不過同時間，赤磐市舊熊山町與松江市舊八雲村等鄰近都市地區的舊市町村也發展成為臥城。此外，舊三次市、舊千代田町等中山間地域中心，人口衰退速度較為和緩。

## 關連項目
- 大山隱岐國立公園
- 冰之山後山那岐山國定公園
- 西中國山地國定公園